# Eduard Eggert

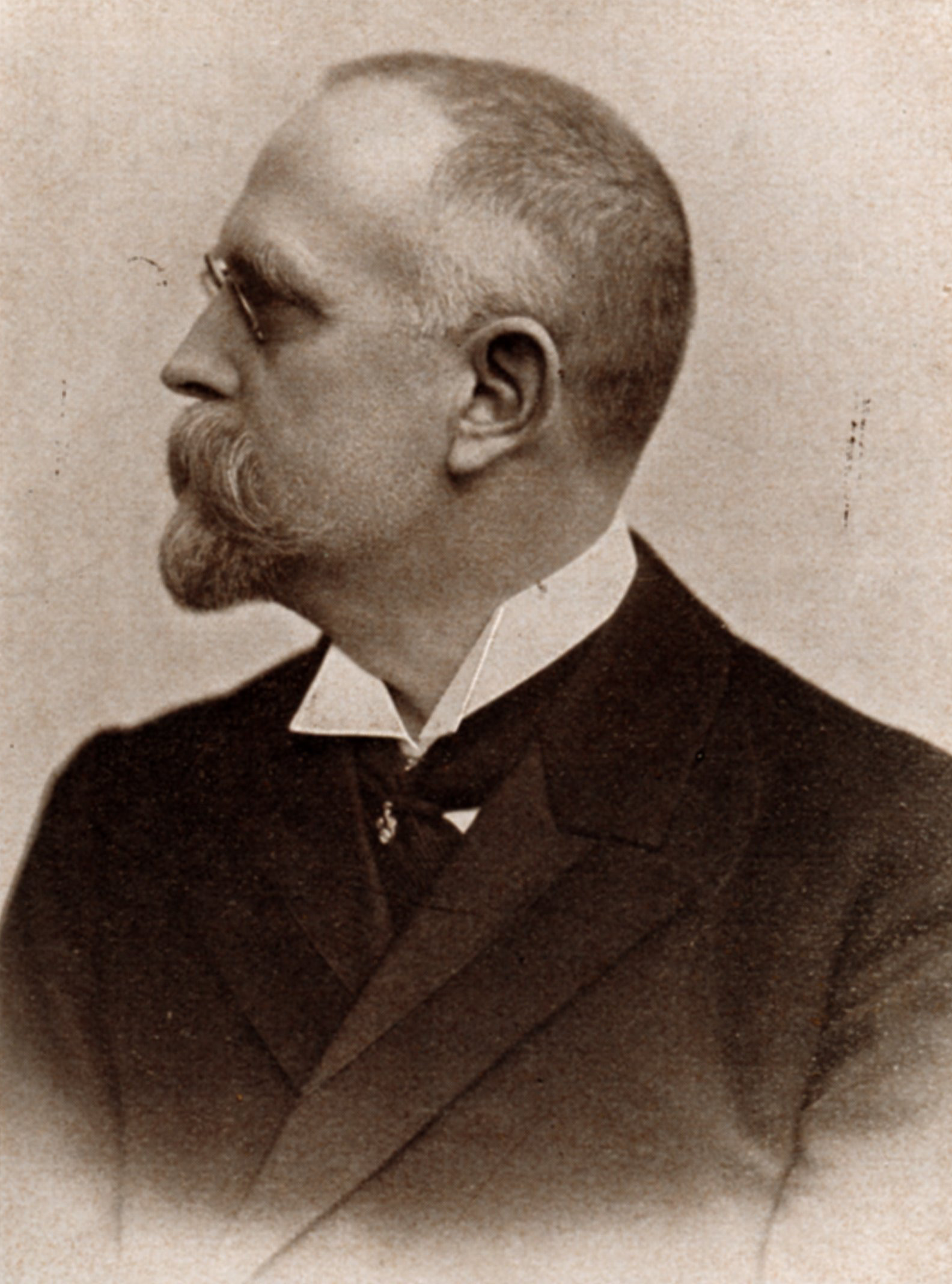
Eduard Eggert

Eduard Eggert (* 13. Januar 1852 in Ludwigsburg; † 21. Februar 1926 in Friedrichshafen) war ein deutscher Gefängnisdirektor und Schriftsteller.

## Leben
Eggerts Vater war Amtsgerichtsdiener, seine Mutter war eine geborene Wildermuth und entfernt verwandt mit der Dichterin Ottilie Wildermuth. Der Vater wurde 1864 nach Biberach versetzt, wo Eduard Eggert die Volks- und die Lateinschule besuchte. Das Abitur legte er am Gymnasium Ehingen ab. Nach einem Jurastudium arbeitete er ab 1882 als Rechtsanwalt in Ellwangen. Als Oberjustizrat wurde er 1885 Strafanstalts-Direktor, zunächst in Stuttgart, anschließend in Schwäbisch Hall.
Eduard Eggert war daneben auch schriftstellerisch tätig. Schon mit zwölf Jahren veröffentlichte er ein erstes Gedicht in der Lokalzeitung „Anzeiger vom Oberland“. 1891 erschien dann ein erster Band „Gedichte“. Es folgten weitere Prosa-Schriften, Epen und Dramen. 1901 wurde in Stuttgart sein Drama „Gerechtigkeit“ uraufgeführt. Die beiden Dramen „Frau Wendelgard“ und „Die Welfensage“ wurden Heimatspiele von Friedrichshafen bzw. Weingarten.
Eggert war verheiratet und hatte zwei Söhne: den späteren Kunsthistoriker, Literaturwissenschaftler und Schriftsteller Walther Eggert-Windegg sowie den späteren Maler und Graphiker Benno Eggert. Die Kunstmalerin Maria Caspar-Filser war eine Nichte Eduard Eggerts.
Er war seit 1895 Ehrenmitglied der katholischen Studentenverbindung AV Alania Stuttgart im CV.

## Veröffentlichungen
- Gedichte. Ferdinand Schöning, Paderborn 1891.
- Der Bauernjörg: ein Sang aus Oberschwaben. Roth, Stuttgart 1893.
- Der letzte Prophet: Dichtung. Süddeutsche Verlagsbuchhandlung, Stuttgart 1894.
- Oberamtmann Schäffer von Sulz: Ein Zeit- und Lebensbild aus dem Ende des vorigen Jahrhunderts. D. Gundert, Stuttgart 1897 (Württembergische Neujahrsblätter; N.F.,2) (Digitalisat).
- Im Rettungshaus: Bruchstück aus der unveröffentlichen Lebensbeschreibung eines Verbrechers. Freie Deutsche Blätter, München o. J.
- Gerechtigkeit: Drama in 4 Aufzügen. Strecker & Schröder, Stuttgart 1901.
- Bücher-Verzeichnis für Gefängnisse, Arbeitshäuser, Korrektionshäuser und ähnliche Anstalten. Winter, Heidelberg 1906.
- Simson: Tragödie in 5 Aufzügen. Alber, Ravensburg 1910.
- Der letzte Prophet: Dichtung. 2. Aufl., Alber, Ravensburg 1911.
- Das Emile. Kransgesellschaft. München 1915.
- Frau Wendelgard: ein Spiel. Wöhrle, Konstanz 1924.